# Campeonato Tocantinense
Het Campeonato Tocantinense is het staatskampioenschap voetbal van de Braziliaanse staat Tocantins. De staat werd in 1988 van Goiás afgescheiden. Om deze redenen is het eerste staatskampioenschap van Tocantins pas in 1993 gespeeld. De staat is zo groot als het land Ecuador en heeft slechts 1,3 miljoen inwoners. Er zijn om die reden weinig voetbalclubs, en op de CBF-ranking bengelt de competitie in de onderste regionen. In 2016 zakte de competitie zelfs naar de 25e plaats, en stond in 2019 één plaatsje hoger, maar zakte in 2020 zelfs twee plaatsen. In 2021 stegen ze dan weer twee plaatsen. Door deze ranking mag Tocantins een ploegen leveren voor de nationale Campeonato Brasileiro Série D, tussen 2016 en 2021 waren dit nog twee ploegen. Welke ploeg dit is wordt bepaald door de statelijke bond FTF. Clubs die al in de Série B, Série C of Série A spelen worden daarbij altijd overgeslagen, ware het niet dat Tocantins geen clubs heeft die in een hogere divisie spelen. Sinds 2009 is er ook een tweede klasse, de Segunda Divisão.

## Nationaal niveau
Daar de competitie pas laat geprofessionaliseerd werd heeft er nooit een club uit Tocantins in de Série A of Série B gespeeld in de tijd dat alle staten hier nog deelnemers voor mochten leveren. Van 1994 tot 2008 had de club een afvaardiging in de Série C. Palmas en Tocantinópolis zijn de clubs met de meeste deelnames. Na de invoering van de Série D, werd het opzet van de Série C nu dat van de Série D waardoor de staat elk jaar één deelnemer mag afleveren. Enkel Araguaína slaagde erin om in 2011 één seizoen in de Série C te spelen.

## Titels per team
| Club               | Stad                  | Titels | Seizoenen                                        |
| ------------------ | --------------------- | ------ | ------------------------------------------------ |
| Palmas             | Palmas                | 8      | (2000, 2001, 2003, 2004, 2007, 2018, 2019, 2020) |
| Gurupi             | Gurupi                | 6      | (1996, 1997, 2010, 2011, 2012, 2016)             |
| Tocantinópolis     | Tocantinópolis        | 7      | (1990, 1993, 2002, 2015, 2021, 2022, 2023)       |
| Interporto         | Porto Nacional        | 4      | (1999, 2013, 2014, 2017)                         |
| Araguaína          | Araguaína             | 2      | (2006, 2009)                                     |
| Kaburé             | Colinas do Tocantins  | 2      | (1989, 1991)                                     |
| Intercap           | Paraíso do Tocantins  | 2      | (1992, 1995)                                     |
| Alvorada           | Alvorada              | 1      | (1998)                                           |
| União Araguainense | Araguaína             | 1      | (1994)                                           |
| Colinas            | Colinas do Tocantins  | 1      | (2005)                                           |
| Tocantins          | Palmas                | 1      | (2008)                                           |
| Tocantins EC       | Miracema do Tocantins | 0      |                                                  |
| Sparta             | Araguaína             | 0      |                                                  |

## Eeuwige ranglijst
Clubs in het vet spelen in 2025 in de hoogste klasse.
| Club                  | Stad                  | /33 | Periode (1993-2025)                                           |
| --------------------- | --------------------- | --- | ------------------------------------------------------------- |
| Tocantinópolis        | Tocantinópolis        | 33  | 1993-                                                         |
| Gurupi                | Gurupi                | 30  | 1993-1998, 2000-2018, 2021-                                   |
| Interporto            | Porto Nacional        | 28  | 1995-2008, 2010-2023                                          |
| Palmas                | Palmas                | 25  | 1997-2016, 2018-2022                                          |
| Paraíso               | Paraíso do Tocantins  | 24  | 1993-2012, 2015-2018                                          |
| Araguaína             | Araguaína             | 20  | 1997-1998, 2002-2001, 2013-2016, 2018-2019, 2024-             |
| Tocantins de Miracema | Miracema do Tocantins | 17  | 1993-1994, 1997, 2001-2002, 2004, 2006-2007, 2014-2017, 2021- |
| Alvorada              | Alvorada              | 13  | 1993-1995, 1997-1998, 2001-2006, 2008, 2019                   |
| Tocantins FC          | Palmas                | 10  | 2002-2009, 2012-2013                                          |
| Colinas               | Colinas do Tocantins  | 10  | 2001-2006, 2012-2014, 2017                                    |
| Capital               | Palmas                | 8   | 2016-2017, 2020-                                              |
| Kaburé                | Colinas do Tocantins  | 8   | 1993-1997, 2007-2009                                          |
| Miracema              | Miracema do Tocantins | 8   | 1993-1996, 1998, 2003, 2005-2006                              |
| Guaraí                | Guaraí                | 5   | 2011-2015                                                     |
| União                 | Araguaína             | 4   | 2022-                                                         |
| Bela Vista            | Cachoeirinha          | 4   | 2022-                                                         |
| União Araguianense    | Araguaína             | 4   | 1993-1996                                                     |
| São José              | Palmas                | 4   | 2007-2008, 2010-2011                                          |
| Sparta                | Araguaína             | 4   | 2017-2020                                                     |
| Araguacema            | Araguacema            | 3   | 2020-2022                                                     |
| NC/Paraíso            | Paraíso do Tocantins  | 3   | 2020-2022                                                     |
| Clube dos XXX         | Araguaína             | 3   | 1999-2001                                                     |
| Ipiranga de Aliança   | Aliança do Tocantins  | 3   | 2007-2009                                                     |
| Juventude             | Dianópolis            | 3   | 2007-2009                                                     |
| Tubarão               | Palmas                | 3   | 2008-2010                                                     |
| Atlético Cerrado      | Paraíso do Tocantins  | 2   | 2019-2020                                                     |
| Miranorte             | Miranorte             | 2   | 1998, 2001                                                    |
| Paraíso EC            | Paraíso do Tocantins  | 1   | 1999                                                          |
| Arsenal               | Tocantinópolis        | 1   | 2019                                                          |
| Força Jovem           | Lavandeira            | 1   | 2019                                                          |
| Batalhão              | Palmas                | 2   | 2024-                                                         |